# 豪特许尔斯特
豪特许尔斯特（荷蘭語：Houthulst，荷蘭語發音：[ˈɦʌu̯tɦʏlst]）是比利时弗拉芒大區西佛兰德省迪克斯迈德区的一个市镇，通行荷蘭語，是弗拉芒社群的一部分，面积56.02平方千米，人口10,032人（2018年1月1日）。